# Гільда Дулітл
Гільда «Г. Д.» Дулітл (10 вересня 1886 — 27 вересня 1961) — американська поетеса, романістка і мемуаристка, учасниця авангардної групи імажиністів Езри Паунда і Річарда Олдінґтона; Після смерті перевідкрита як ЛГБТ- і феміністська ікона. Публікувалась під псевдонімом Г. Д.

## Життєпис
Народилася у Бетлегемі (Пенсільванія) у 1886 році.
В 1911 переїхала до Лондона.
Упродовж Першої світової страждала через смерть брата й розрив шлюбу з поетом Річардом Олдінґтоном.
Дулітл приятелювала з З. Фройдом впродовж 30-х і стала його пацієнткою, аби зрозуміти і виразити свою бісексуальність. Була одружена лише раз, зате мала безліч стосунків з обома статями. Вона не відчувала провини за свою сексуальну орієнтацію, тож стала іконою для ЛГБТ- і феміністського рухів, коли її вірші, п'єси, листи і есе були знову досліджені протягом 70-80-х років ХХ століття. 
Г. Д. жваво цікавилася давньогрецькою літературою і опублікувала численні грецькі переклади. Її вірші регулярно черпали з грецької міфології та класичних поетів, від її ранньої імажистської лірики, яка зображувала природні пейзажі з використанням елліністичних мотивів, до її довгої поеми 1950-х років «Олена в Єгипті», яка переосмислювала міф про Троянську війну. Вихована моравською сім'єю і вперше познайомившись з окультними та езотеричними релігійними ідеями завдяки Паунду в юності, Г. Д. поступово розвинула унікальний синкретичний духовний світогляд. Духовна відданість Г. Д. посилилася під час і після Другої світової війни, і ці ідеї стали центральною темою її пізніх творів.

## Кар'єра
Публікаці Дулітл у Лондоні після 1911 року надали їй головну роль в рухові імажиністів, що тільки формувався. Харизматична постать, Дулітл була протеже модерністського поета Езри Паунда, який зіграв важливу роль у її кар'єрі. З 1916-17 років працювала літературною редакторкою журналу The Egoist, водночас її поезія з'являлась в англійській періодиці (The English Review та The Transatlantic Review).
Смерть брата та розрив шлюбу багато важили для майбутньої поезії Дулітл. Ґленн Х'юз, авторитетка імажинізму, писала, що «її самотність проривається з її віршів». Дулітл була сильно зацікавлена давньогрецькою літературою, в її поезії присутні запозичення з давньогрецької міфології і класичних поетів. Її робота відрізняється включенням природних сцен і об'єктів, які часто використовуються для зображення конкретного почуття або настрою. 

## Вибрані твори

### Поетичні збірки
- Sea Garden (1916)
- The God (1917)
- Translations (1920)
- Hymen (1921)
- Heliodora and Other Poems (1924)
- Hippolytus Temporizes (1927)
- Red Roses for Bronze (1932)
- The Walls Do Not Fall (1944)
- Tribute to the Angels (1945)
- Trilogy (1946)
- Flowering of the Rod (1946)
- By Avon River (1949)
- Helen in Egypt, New Directions (1961)
- Hermetic Definition, New Directions (1972)

### Проза
- Notes on Thought and Vision (1919)
- Paint it Today (written 1921, published 1992)
- Asphodel (written 1921–22, published 1992)
- Palimpsest (1926)
- Kora and Ka (1930)
- Nights (1935)
- The Hedgehog (1936)
- Tribute to Freud (1956)
- Bid Me to Live (1960)
- End to Torment: A Memoir of Ezra Pound, New Directions (1979)
- HERmione, New Directions (1981)
- The Gift, New Directions (1982)
- Majic Ring (written 1943–44, published 2009)
- The Sword Went Out to Sea (written 1946–47, published 2007)
- White Rose and the Red (written 1948, published 2009)
- The Mystery (written 1948–51, published 2009)